# Raymond Phélypeaux d'Herbault
Pour les autres membres de la famille, voir Famille Phélypeaux.
Raymond Phélypeaux, seigneur d'Herbault et de La Vrillière, né en 1560, mort le 2 mai 1629 à Suse (Italie), est un homme d'État français des XVIe et XVIIe siècles.

## Biographie
Fils de Louis Phélypeaux seigneur de Vrillère et frère de Paul Phélypeaux de Pontchartrain et de Suzanne Phélypeaux, femme de Paul Ardier, il descend de la famille Phélypeaux.
Il fut secrétaire de la Chambre du Roi en 1590, trésorier des parties casuelles en 1591, trésorier de l'épargne en 1599, conseiller d'État, secrétaire d'État, membre du parti catholique, ministre d'État le 5 novembre 1621, secrétaire d'État des Affaires étrangères du 11 mars 1626 au 2 mai 1629, en succession de son frère, Paul Phélypeaux de Pontchartrain. Il employa comme premier commis son neveu, Paul II Ardier.

## Mariage et descendance
Il épouse le 3 juillet 1594 Claude Gobelin, fille de Balthazard Gobelin, conseiller du roi, président de la Chambre des comptes de Paris et trésorier de l'Épargne. De cette union naissent trois fils et quatre filles :
- Balthazar Phélypeaux, seigneur d'Herbault (†1663)
- Louis Ier Phélypeaux de La Vrillière, marquis de Châteauneuf (1599-1681)
- Antoine François Phélypeaux, seigneur du Vergier (†1665)
- Anne Phélypeaux, qui épouse en 1613 Henri de Buade : ils sont les parents de Louis de Buade, comte de Frontenac (1622-1698), gouverneur de la Nouvelle-France
- Marie Phélypeaux,
- Claude Phélypeaux, (†1642)
- Isabelle Phélypeaux, (1611–1642), qui épouse en 1627 Louis III de Crevant, seigneur d'Argy, puis marquis d'Humières (v. 1606–1648)